# 鍾紹
鍾紹（1467年—？），字大韶，廣東廣東府東莞縣人，軍籍，明朝政治人物。

## 生平
廣東鄉試第二十二名舉人。弘治十五年（1502年）中式壬戌科會試第六十一名，三甲第六十七名進士。

## 家族
曾祖鍾廣昇；祖父鍾鐸，驛丞；父鍾琪，教授。母謝氏。具庆下。